# Brunnen in Leipzig
Die Brunnen in Leipzig dienten in der Vergangenheit der Wasserversorgung der Bevölkerung. Die im 19., 20. und 21. Jahrhundert erbauten Leipziger Brunnen prägen die Plätze der Stadt und gelten als Sehenswürdigkeiten und Schmuck sowie als Studienobjekte für Historiker. 2022 wurden von der Stadtreinigung Leipzig insgesamt 19 Wasserspiele und Brunnen im Auftrag des städtischen Amtes für Stadtgrün und Gewässer betrieben.

## Brunnen als Teil der Leipziger Wasserversorgung
Die Bevölkerung des alten Leipzigs deckte ihren Wasserbedarf zunächst überwiegend durch die Nutzung von Schöpf- und Ziehbrunnen, deren oberirdische Teile einfache Installationen aus Holz waren. Vereinzelt existierten auch Saugbrunnen (Pumpen oder Plumpen). Ab dem 15. Jahrhundert wich die zweckmäßige Schlichtheit früherer Brunnenanlagen zunehmend anspruchsvolleren Gestaltungsformen. Unter Einbeziehung von Steinmetz- und Schmiedearbeiten wurden zum Teil künstlerisch wertvolle Bauten geschaffen, die fortan nicht nur als Einrichtungen der Wasserversorgung dienten, sondern auch als Schmuckelemente öffentlicher Plätze fungierten.

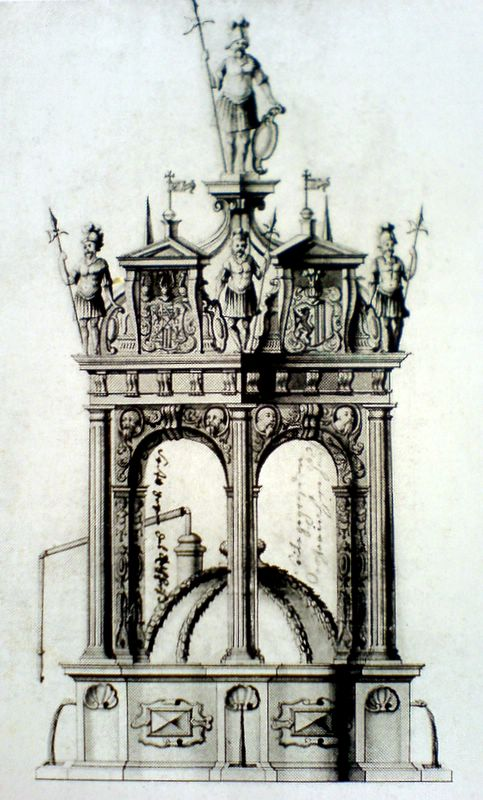
Der Goldene Brunnen

Diese Doppelfunktionalität wird besonders anhand des Goldenen Brunnens deutlich, der weit über die Stadtgrenzen hinaus Bekanntheit erlangte. Der einst auf dem Marktplatz gegenüber dem Salzgäßchen befindliche Brunnen wurde bereits 1495 erwähnt und 1581/82 vom Ratssteinmetz Greger Richter im Stil der Renaissance neu errichtet. Seinen Namen leitete er von der aufwendigen und reichhaltigen goldenen Verzierung her, die ihn weithin sichtbar machten.
Der Goldene Brunnen bestand aus einem steinernen Röhrkasten, an dessen vier Ecken Schraubenhähne aus Messing angebracht waren, die den Wasserausfluss ermöglichten. Säulenverzierungen und Plastiken römischer Krieger bildeten den oberen Abschluss des Brunnens, der auf vier Pilastern ruhte. 1650 wurde der Brunnen ausgebessert, übermalt und neu vergoldet. Er erhielt eine eiserne Pumpe für das Quellwasser und eine Haube über dem Wasserschacht. Der womöglich schönste historische Brunnen wurde 1826 abgebrochen, nachdem seine (angebliche) Baufälligkeit festgestellt worden war.
Mit dem Beginn des 16. Jahrhunderts verringerte sich die Bedeutung der Brunnen für die Trinkwasserversorgung. Neue Möglichkeiten wurden ersonnen, das reichhaltige Wasserangebot der Umgebung nutzbar zu machen:

Schwarze Wasserkunst

Nachdem bereits 1496 ein Versuch unternommen worden war, Wasser einer unweit gelegenen Quelle über ein Röhrensystem in die Stadt zu leiten, wurde 1504 eine Rohrleitung vom Marienborn bei Thonberg in Betrieb genommen, die das Paulinerkloster, mehrere Bürgerhäuser sowie zwei öffentliche Röhrkästen mit Trinkwasser versorgte. Ab 1519/21 wurden außerdem Schöpfwerke, sog. Wasserkünste, zur Trinkwasserversorgung eingesetzt. Es dauerte aber noch über 140 Jahre, ehe die Schöpfwerke den Bedürfnissen weiter Teile der städtischen Bevölkerung genügen konnten: 1664 wurde am Pleißemühlgraben gegenüber der Nonnenmühle (heute Areal vor dem Bundesverwaltungsgericht) die Rote Wasserkunst (benannt nach den Tür- und Fenstereinfassungen aus rotem Porphyr), 1670 südlich davon die Schwarze Wasserkunst errichtet.
Ein Röhrwasserplan von 1693 verzeichnete in den vier Leipziger Stadtvierteln 24 öffentliche Brunnen, die hauptsächlich auf Märkten, Straßen, Gassen, freien Plätzen und vor den Stadtkirchen lagen. Viele Grundstücke hatten zudem im Hof einen eigenen Brunnen. Das Schicksal der Brunnen Leipzigs, ihre Aufstellung, Standortwahl sowie die Ausschmückung durch Plastiken und Skulpturen, war im 16. und 17. Jahrhundert sehr wechselvoll. So schuf der Ratssteinmetz Richter außer dem Goldenen Brunnen auch eine von zahlreichen Wasserfiguren geschmückte Anlage auf dem Nikolaikirchhof, die aber bereits 1656 abgerissen und im darauffolgenden Jahr durch einen neuen Brunnen des Steinmetzen Caspar Junghans ersetzt wurde. Von Richter stammte außerdem der Brunnen auf dem Neumarkt, der 1539 in den Hof des Paulinerklosters verlegt wurde. Im Zentrum dieses Bauwerks stand zunächst eine Plastik des heiligen Mauritius, bis diese 1681 durch ein aus Neptun und einem dreiköpfigen Meerespferd bestehendes Figurenensemble ersetzt wurde. 1688 wurde der Herkulesbrunnen auf den Naschmarkt verlegt. Zwei weitere Brunnen befanden sich vor der Thomasschule. Einer von ihnen war der Löwenbrunnen, der 1722 von Johann Georg Krafft aus Pirnaer Sandstein geschaffen wurde. In einer zeitgenössischen Schilderung wird er mit den folgenden Worten beschrieben: „Er stellet in der Rund ein Wohl faconnirtes Achteck vor und mit Feldern und Simswerken, auch Fuß- und Cranzgesimsen gezieret und mit Farben gemalt. Auf ihm steht ein aufgericht sitzendes Löwenbild, so mit der linken Pfote E. E. Hochweisen Rats Wappen, mit der rechten aber auch auf dem Kopfe eine Muschel und hier aus ferner durch verschiedene Rinnlein in den Brunnen fällt, mithin sowohl ein angenehmes Getöse denen Ohren als auch eine Belustigung vor Augen abgiebt, dahero dann mit Wahrheit gesagt werden mag, daß dies falls ohneracht viel schöner Brunnen allhier anzutreffen, doch keiner dem jetzigen Stegerischen Springebrunnen an Schönheit gleiche.“ (aus: Johann Jakob Vogel: Leipzigisches Geschicht-Buch oder Annales. Leipzig 1714, S. 93)

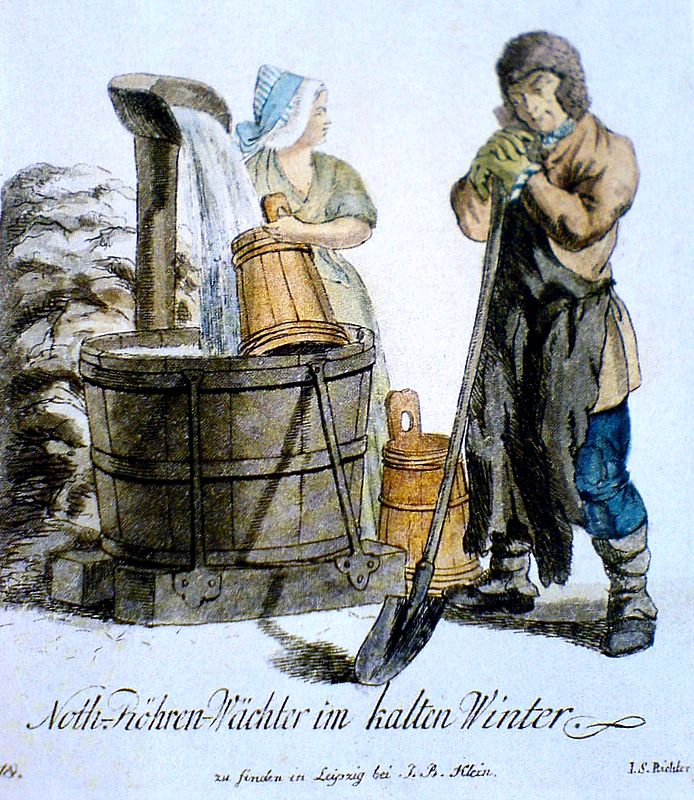
Leipziger Brunnenmeister

Die Oberaufsicht über die öffentlichen Wasserentnahmestellen führten die Brunnenmeister (Bornmeister). Sie stammten aus den Reihen der Brunnengemeinde, also jenem Personenkreis, der aus einem bestimmten Brunnengebiet sein Wasser schöpfte. Die Brunnenmeister achteten auf den baulichen Zustand der Brunnen. Außerdem hatten sie dafür Sorge zu tragen, dass an jedem Brunnen eine sog. Schleife, eine Art Schlitten mit einem gefüllten Wasserfass stand, der bei Bränden zum Einsatz kam. Den Brunnenmeistern oblag auch die Eintreibung der „Borngelder“, einer Abgabe für die Instandhaltung der Brunnen. Verunreinigungen wurden durch die Bornfeger beseitigt, die auch für die Ausbesserung undichter Stellen verantwortlich waren. Gut situierte Haushalte beschäftigten einen Wasserzieher, der das Wasser aus dem Brunnen förderte und anschließend in die Höfe trug.
Neben den öffentlichen Brunnen im Stadtgebiet gab es auch private Brunnen, die die Gartengrundstücke in den Vorstädten schmückten. Zu ihnen zählte etwa der Fontänenbrunnen in Schwägrichens Garten, der bereits um 1790 vom Vorbesitzer Winckler angelegt wurde. Er ging 1890 verloren, weil das Gartengelände mit der Karl-Tauchnitz-Straße überbaut wurde.

## Handschwengelpumpen
siehe dazu: Handschwengelpumpen in Leipzig

## Brunnen als Schmuckelemente des öffentlichen Raums
In den 1860er Jahren wurde mit dem Wasserwerk Connewitz auf den Bauernwiesen das erste Grundwasserwerk Leipzigs errichtet. Die Stadtverwaltung ordnete zudem die Installation eines Wasserreservoirs mit einem Fassungsvermögen von 4.000 m³ auf Probstheidaer Flur an. Damit wurde die Bedeutung der Leipziger Brunnen für die Trinkwasserversorgung der Bevölkerung vollends marginalisiert. Seither steht der Gestaltungszweck der Brunnenanlagen ganz im Vordergrund. Von den heute noch existenten Brunnen im Stadtgebiet wurde der älteste 1886 eingeweiht (Mendebrunnen).

### Brunnen „Badender Knabe“ und „Badendes Mädchen“

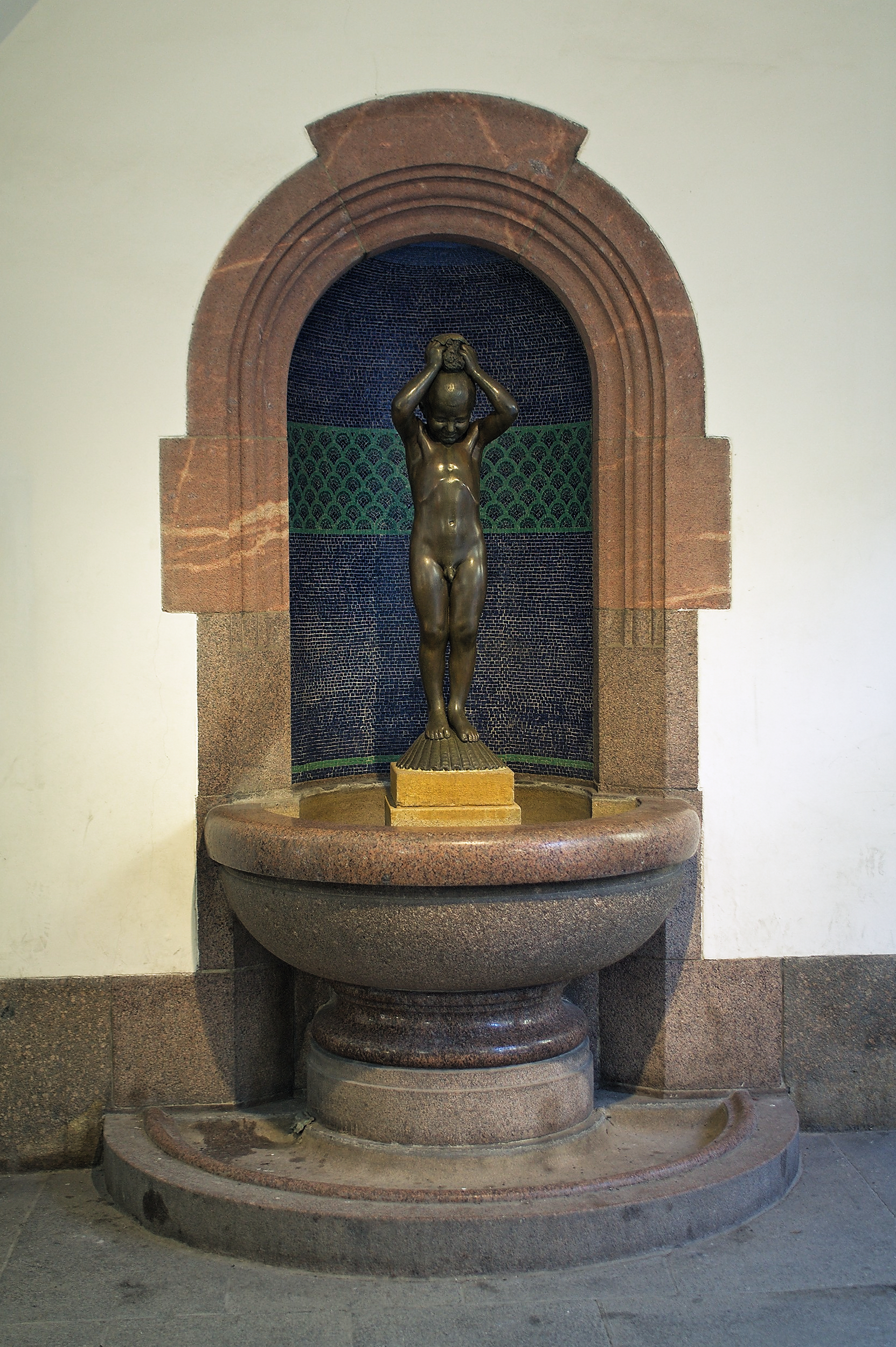
Versteckt im Durchgang: Der Badende Knabe…

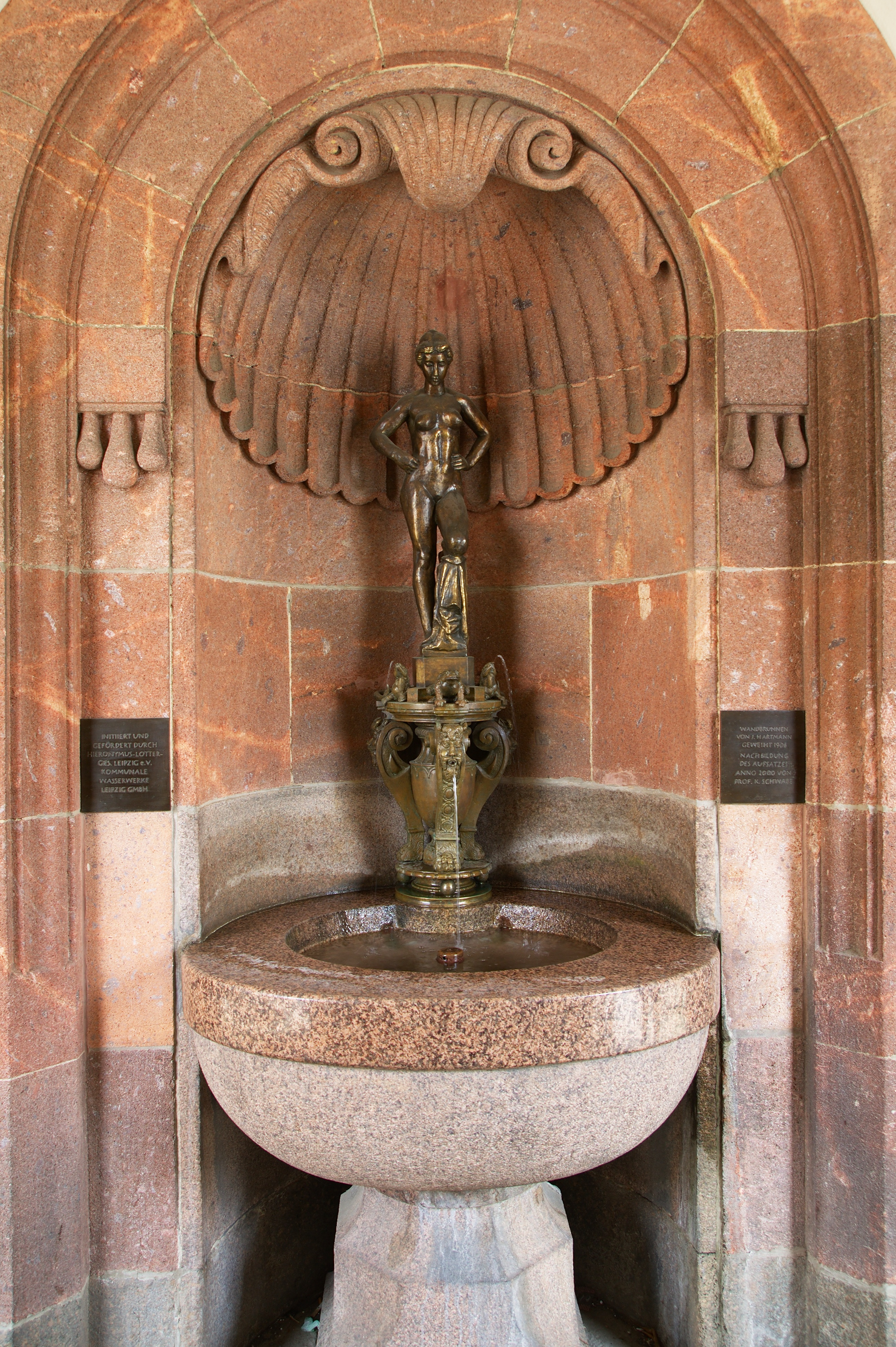
… und sein Gegenstück: Das Badende Mädchen

Der Brunnen „Badender Knabe“ befindet sich in einer Nische im Durchgang des Alten Rathauses vom Marktplatz zum Naschmarkt. Er wurde 1909 anlässlich der umfassenden Renovierung des Gebäudekomplexes geschaffen. Die Bronzeplastik eines auf einer Muschel stehenden nackten Jungens, der mit beiden Händen einen Schwamm über seinen Kopf ausdrückt, stammt von dem Leipziger Bildhauer Carl Seffner.
Nur wenige Meter vom „Badenden Knaben“ entfernt wurde in einer Nische der marktwärts gerichteten Fassade des Alten Rathauses das weibliche Gegenstück, der Brunnen „Badendes Mädchen“, installiert. Ursprünglich zierte diesen eine Bronzeplastik von Johannes Hartmann. Die Originalplastik, die in der Nacht zum 7. Oktober 1992 gestohlen wurde, stellte ein halb auf einem Baumstumpf kniendes nacktes Mädchen dar, das beide Hände in die Hüften stemmt. Seit der Installation einer von Klaus Schwabe nachgebildeten Bronzeskulptur am 2. Dezember 2000 zeigt sich der Brunnen wieder annähernd in seiner früheren Gestalt.

### Löwenbrunnen

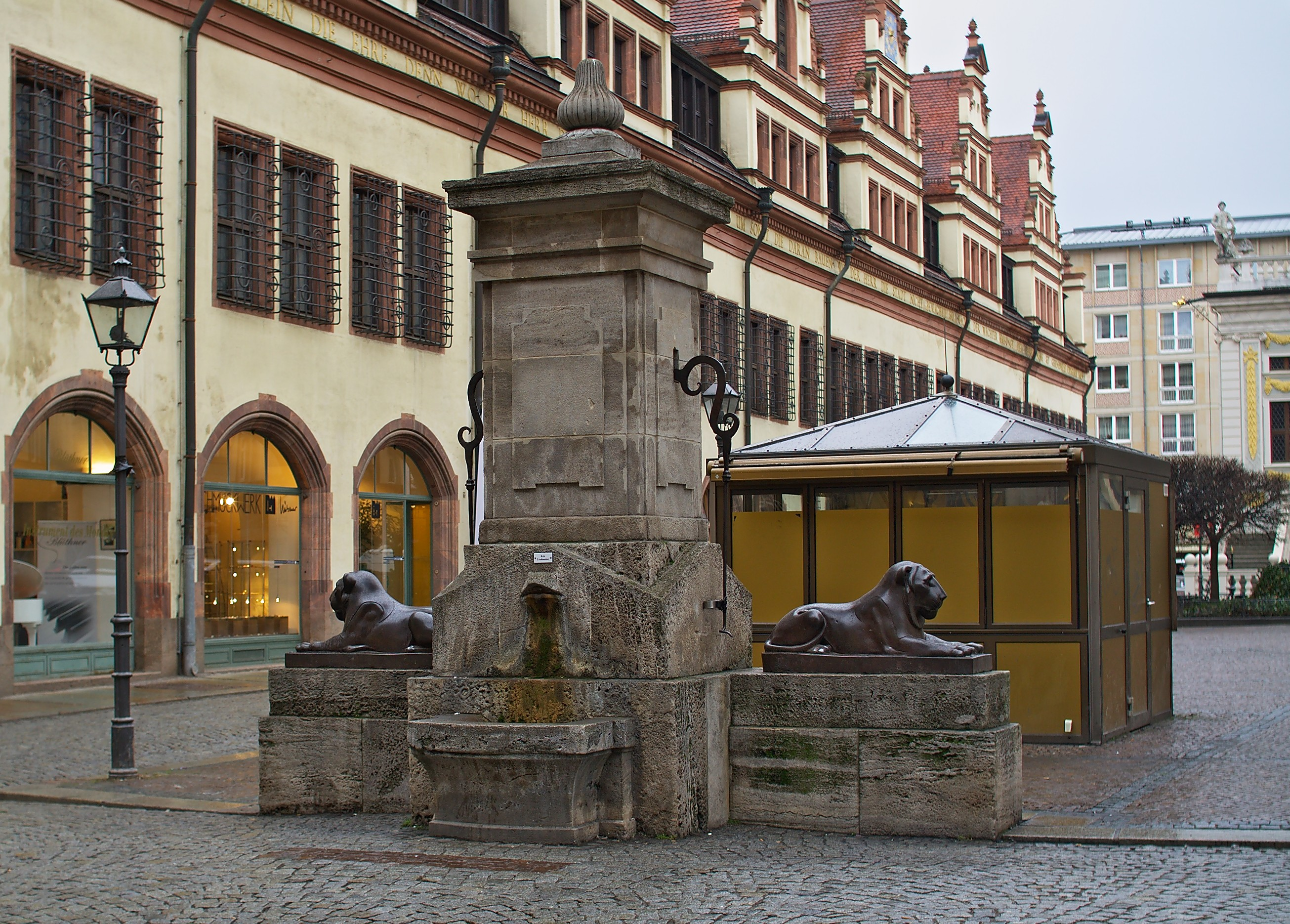
An traditionsreichem Standort: Der Löwenbrunnen

Der auf dem Naschmarkt gegenüber dem Haupteingang der Mädlerpassage befindliche Löwenbrunnen (Lage) stammt aus dem Jahre 1918. An gleicher Stelle existierten bereits seit 1690 mehrere Vorgängerbauten. Von der ersten Brunnenanlage ist bekannt, dass sie von drei Stufen umgeben und mit maritimen Fabelwesen sowie Sandsteinreliefs verziert war. Auf der kupfernen, bemalten Haube befand sich eine Pyramide, deren Spitze eine goldene Sonne krönte.
Um 1820 wurden die beiden noch heute vorhandenen eisernen Löwen und die Pumpenschwengel nach Entwürfen des Berliner Bildhauers Johann Gottfried Schadow in Lauchhammer gegossen. Ihre Anordnung wurde 1918 übernommen, als der Löwenbrunnen nach Plänen des Leipziger Oberbaurats Hugo Licht sein heutiges Aussehen erhielt. Daran erinnert in goldfarbenen Versalien auf der Rückseite des Brunnens: „Im letzten Kriegsjahre 1918 wurde dieser Brunnen in der alten Gestalt des hölzernen Gehäuses vom Rate wieder aufgebaut durch den Architekten Dr. Ing. Hugo Licht. Die Mittel dazu stiftete Kommerzienrat Hugo Haschke.“

### Mägdebrunnen

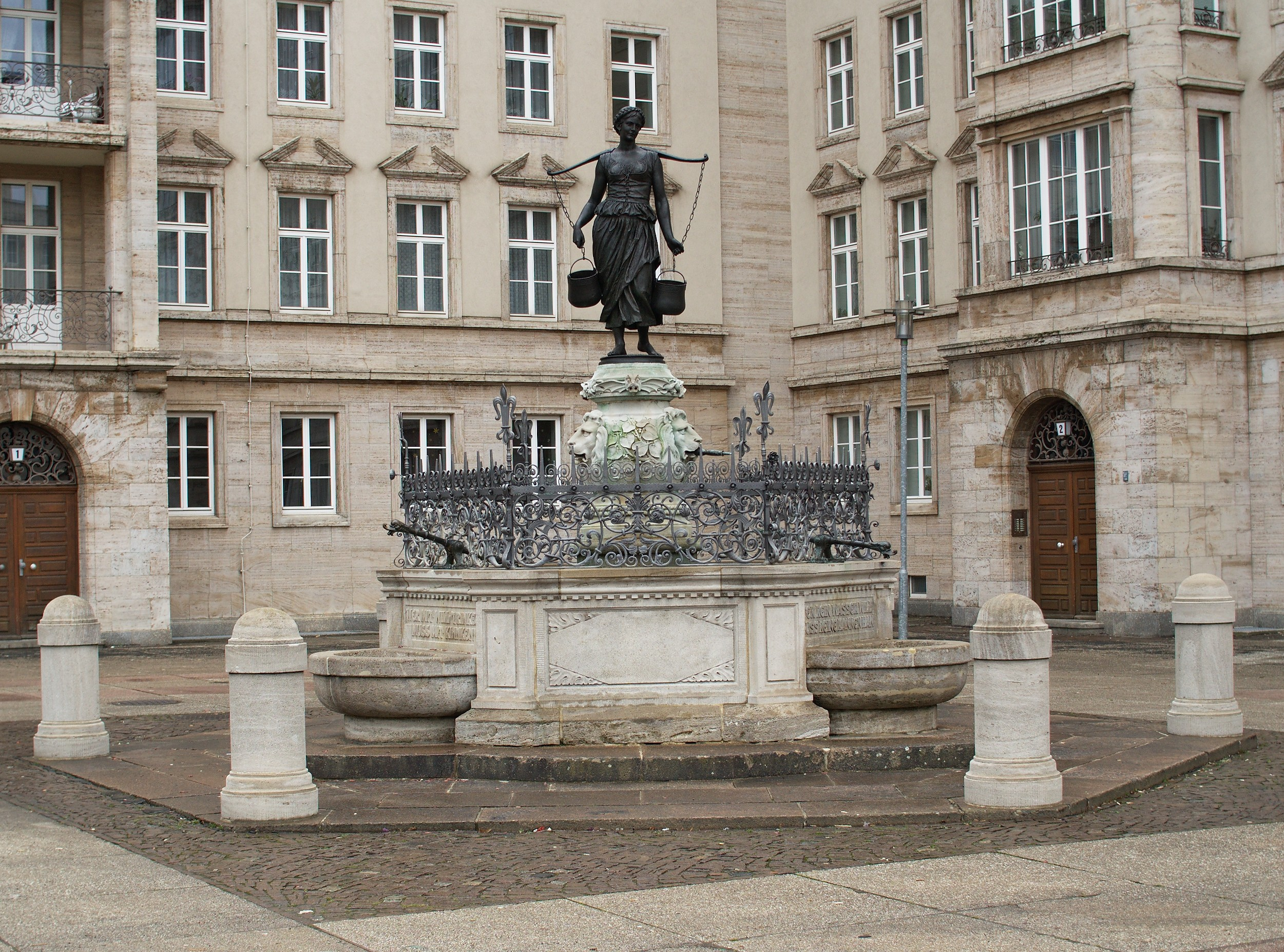
Die Brunnenszene aus Goethes Faust: Der Mädgebrunnen

Der am 31. Mai 1906 eingeweihte Mägdebrunnen, der ehemals an der Einmündung von Seeburg- und Sternwartenstraße in den Roßplatz aufgestellt war, befindet sich jetzt in der nördlichen Ecke der Ringbebauung auf dem Roßplatz. Die zu seiner Errichtung erforderlichen Gelder wurden von auswärts lebenden Leipzigern aufgebracht. Der vom Bildhauer Werner Stein erschaffene Brunnen besteht aus einem sechsseitigen Wasserbecken aus weißem Muschelkalkstein, dem an drei Seiten kleinere Wasserbecken vorgelagert sind. Über diesen befinden sich Versalinschriften („Wer rein Wasser will muss reine Kannen han“, „Wasser nimmt alles weg nur schlechte Reden nit“, „Wer mit will trinken muss mit klinken“).
Mittelpunkt des Bauwerks ist die auf der mit Löwenköpfen verzierten Mittelsäule befindliche lebensgroße Bronzefigur einer Wasserträgerin, mit der auf das Lieschen aus der Brunnenszene aus J.W. Goethes Faust I Bezug genommen wird. Der Mägdebrunnen wurde um 1955 im Zuge der Neugestaltung des Roßplatzes versetzt und 1993 umfassend saniert.

### Märchenbrunnen

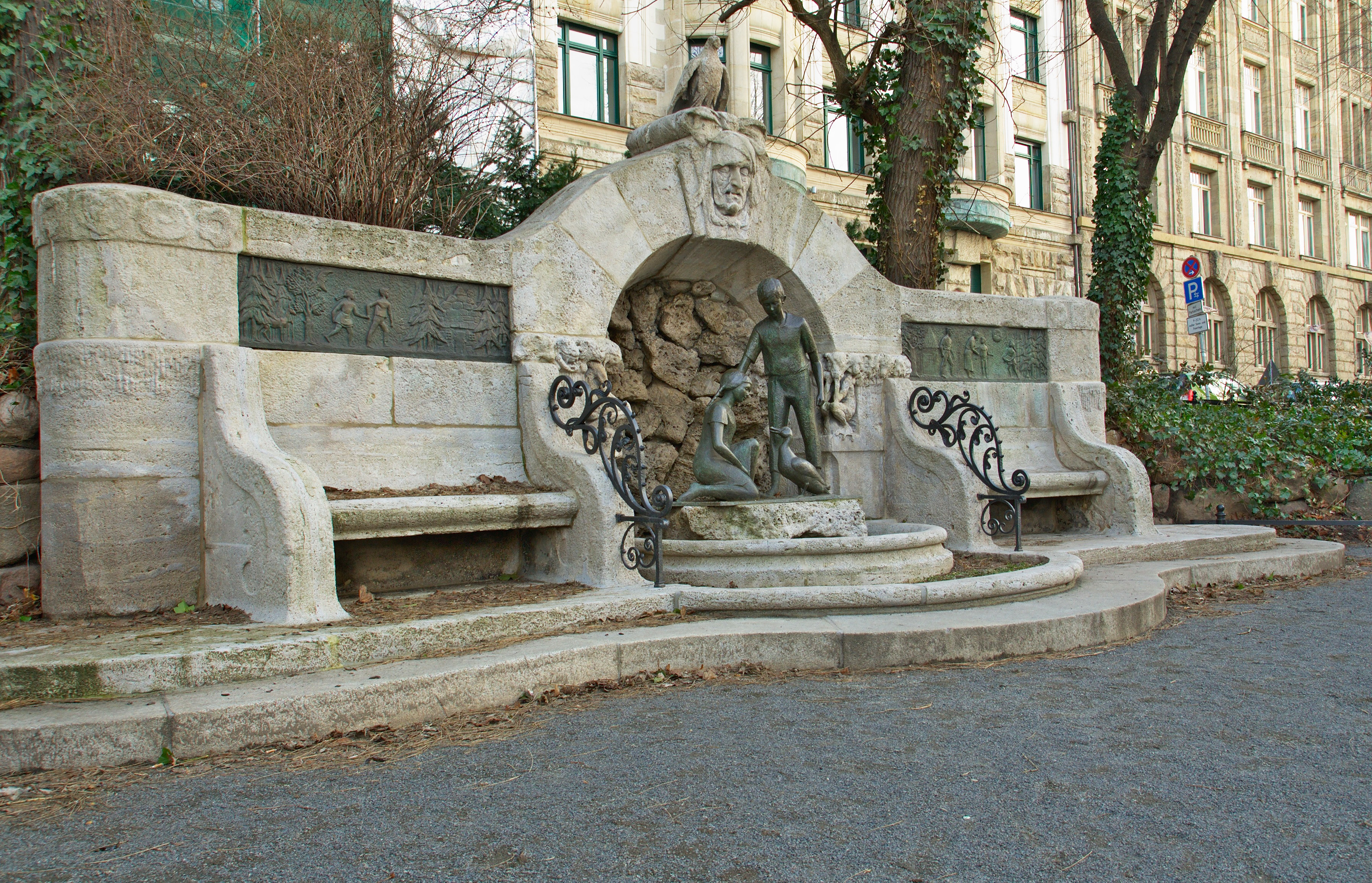
Ein abseits gelegenes Kleinod: Der Märchenbrunnen

Der Märchenbrunnen in den Promenadenanlagen am Dittrichring wurde 1906 von Josef Mágr erschaffen. In der Grotte des Mittelteils befinden sich auf einem Sockel die lebensgroßen Bronzefiguren der Märchenfiguren Hänsel und Gretel. Darüber schließt sich ein Steinrelief der Hexe und einem Raben an. Über den Ruhebänken zu beiden Seiten des Mittelteils befinden sich zwei Bronzereliefs, die Schlüsselszenen des Märchens darstellen (Verlaufen im Wald, Entdeckung des Knusperhäuschens, Heimkehr).
Die Bronzeteile des Brunnens wurden 1942 entfernt und in der Rüstungsindustrie verwendet. Seit 1965 zieren den Brunnen neue Figuren, die von den Leipziger Künstlerinnen Elfriede Ducke und Hanna Studnitzka entworfen wurden.

### Mendebrunnen

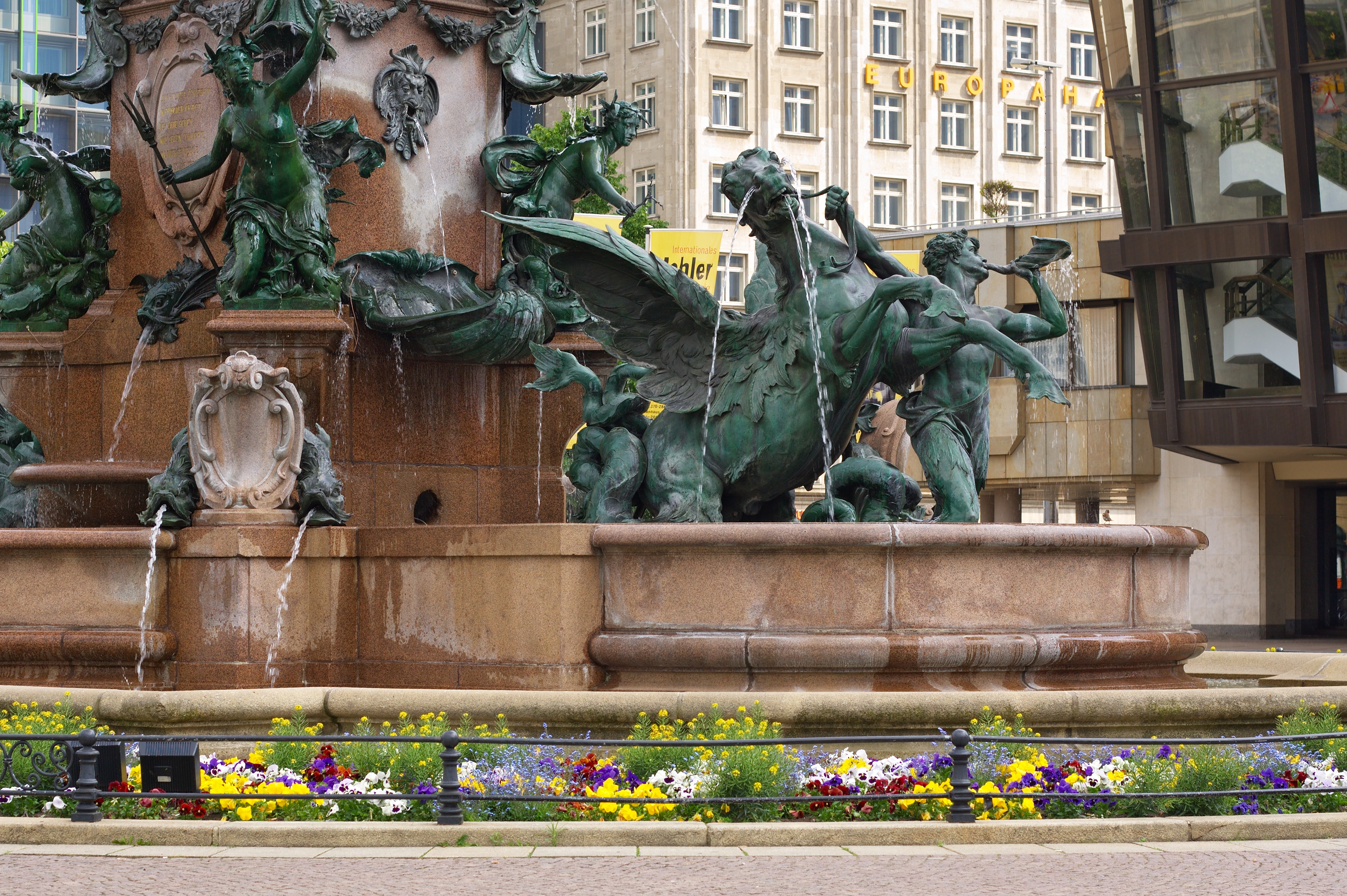
Allegorie auf das Wasser: Der Mendebrunnen im Detail

Die größte und zugleich prachtvollste Brunnenanlage des Leipziger Stadtgebiets ist der Mendebrunnen. Er befindet sich auf dem Augustusplatz vor dem (neuen) Gewandhaus (Lage) und ist der einzig erhaltengebliebene Teil des alten Platzensembles.
Namensgeberin des Brunnens ist Marianne Pauline Mende geb. Thieriot († 25. Januar 1881), Witwe des Kaufmanns Ferdinand Wilhelm Mende (* 1799, † 10. April 1857, Tod durch Ertrinken im Parthefluß) und Tante des Komponisten Ferdinand Thieriot, die testamentarisch 150.000 Mark „zum Bau eines die Stadt verschönernden Brunnens von monumentaler Architektur auf einem freien Platz in der Nähe der inneren Promenade, vielleicht zwischen dem Museum und dem Neuen Theater“ stiftete. Zu ihren Motiven mutmaßte Egon Erwin Kisch, Mende sei Besitzerin eines Bordells gewesen und wolle mit dem großzügigen Vermächtnis ihr frevelhaftes irdisches Tun sühnen. Die Legende stellte sich später als (womöglich absichtliche) Verwechslung heraus.
Die Baukosten für die Anlage beliefen sich auf fast 189.000 Mark. Sie konnten durch das um Zinsen angewachsene Stiftungskapital nicht vollständig gedeckt werden. Der Fehlbetrag von etwa 7.000 Mark konnte aber aus dem Nachlass des Leipziger Kaufmanns Franz Dominic Grassi aufgebracht werden.
Ab 1883 wurde der Brunnen im Stil der Neorenaissance unter der Leitung des Nürnberger Architekten Adolf Gnauth errichtet, nach dessen Tod Stadtbaurat Hugo Licht die Vollendung leitete. Das Figurenensemble schuf der Münchner Bildhauer Jacob Ungerer.
Der Mendebrunnen ist als eine Allegorie auf die Bedeutung des Wassers für den Menschen zu verstehen. Die maritimen Darstellungen verkörpern Gestalten der griechischen Mythologie: Gleich zweimal wird Triton, der Sohn des Poseidon, mit menschlichem Oberkörper und doppelschwänzigem Fischleib dargestellt. Die Tritonfiguren zügeln sich kraftvoll aufbäumende Hippokampen, Fabelwesen halb Pferd, halb Fisch, was als Beherrschung der Meeresgewalten durch den Menschen gedeutet werden kann. Die Nereiden auf den Konsolen des fast 18 m hohen Obelisken symbolisieren den Nutzen, den die Menschen aus dem Umgang mit dem Meer ziehen. Gnauth und Ungerer lehnten sich sowohl in der Grundkonzeption des Brunnens als auch in der Auswahl und Gestaltung der Plastiken an berühmte Vorbilder des italienischen Barock an. Unverkennbar sind die Bezüge zu den römischen Brunnen auf der Piazza Navona, der Fontana del Moro und dem von Gian Lorenzo Bernini entworfenen Vierströmebrunnen. Das Motiv des Figurenensembles könnte durch Nicola Salvis Trevi-Brunnen in Rom inspiriert sein.
Die Einweihung des Mendebrunnens erfolgte am 2. September 1886. 1970 wurde die Anlage wegen des Baus des Gewandhauses demontiert und erst im Juni 1982 wieder an ihrem ursprünglichen Standort in Betrieb genommen. Während des Baus der Tiefgarage unter dem Augustusplatz (1996–1998) wurde der Brunnen ein weiteres Mal demontiert.

### Nikolaibrunnen

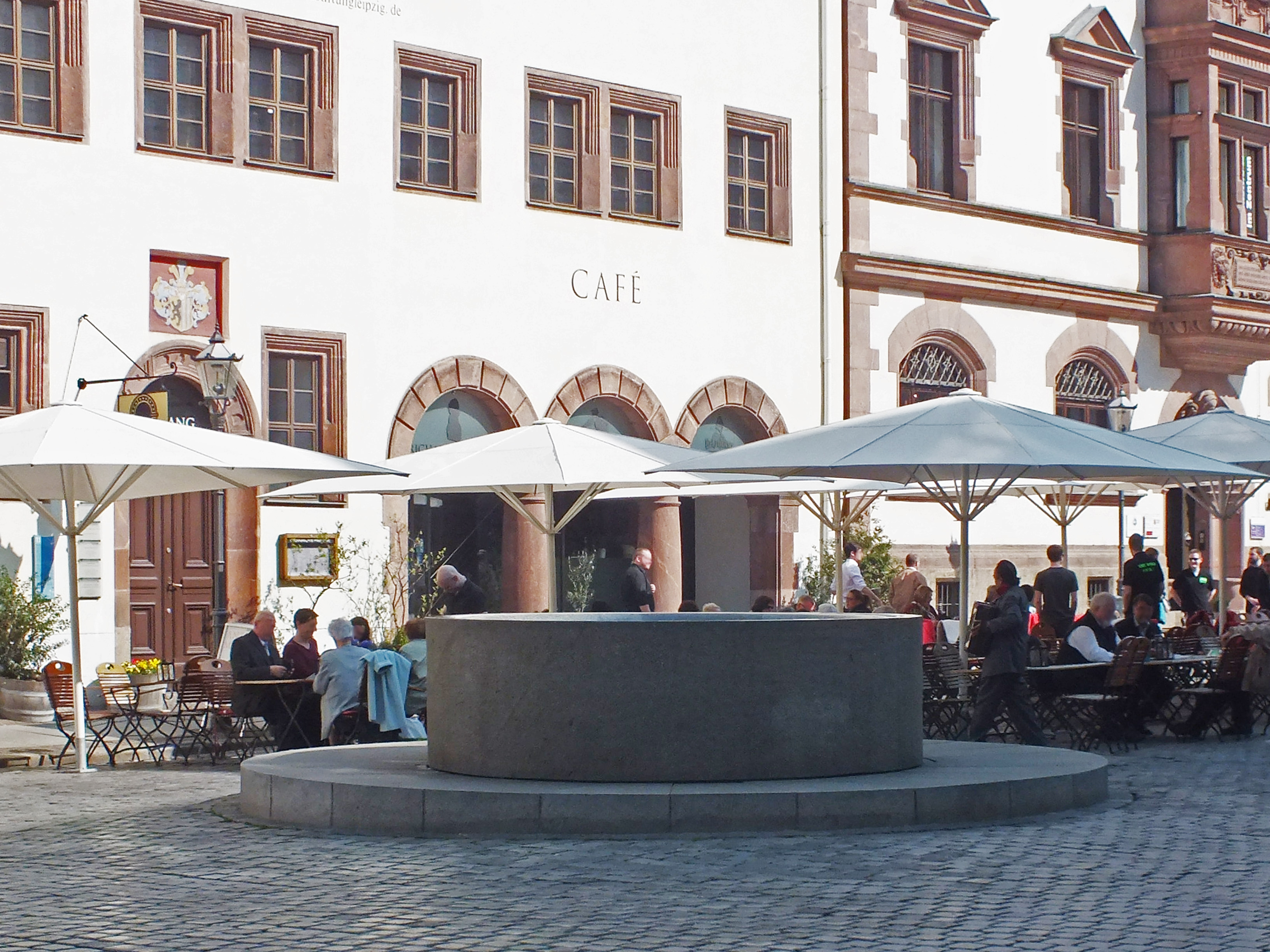
Nikolaibrunnen

Der 2002 eingeweihte Brunnen auf dem Nikolaikirchhof wird auch Chipperfield-Brunnen genannt. Er wurde im Ergebnis eines Wettbewerbs der Stadt Leipzig und der Stiftung Lebendige Stadt errichtet. Die bis zum Rand mit Wasser gefüllte Granitschale mit einem Durchmesser von 3,30 Meter erinnert an ein überdimensioniertes Taufbecken in einer Kirche. Der monolithische Entwurf des Berliner Büros von David Chipperfield Architects wurde aus 6 eingereichten Arbeiten ausgewählt und prämiert. Der überlaufende Brunnen soll die politische Situation 1989 darstellen, als die benachbarte Nikolaikirche zum Ausgangspunkt der Montagsdemonstrationen in Leipzig wurde. Der moderne Brunnen nimmt sich, insbesondere auch im Vergleich zu einem nicht mehr existenten Renaissance-Vorläufer auf dem Platz, in seiner Form zurück und schafft eine ruhige Platzatmosphäre im Zentrum der Stadt.

### Pusteblumenbrunnen

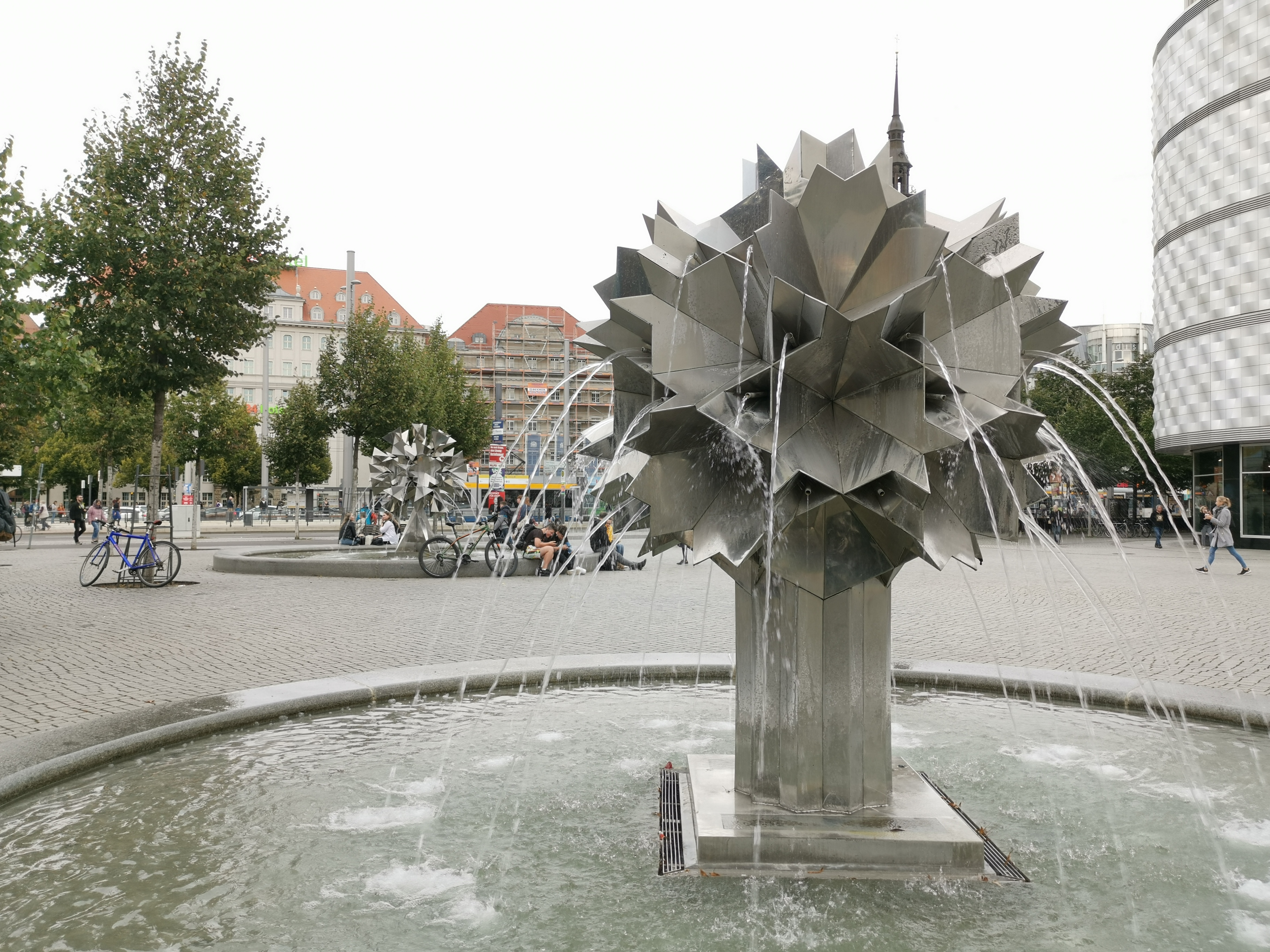
Pusteblumenbrunnen auf dem Richard-Wagner-Platz

Für die drei von Harry Müller (1930–2020) gestalteten Brunnenplastiken aus Chrom-Nickel-Stahl hat sich der Name Pusteblumenbrunnen eingebürgert, da ihr Aussehen an Pusteblumen erinnert. Sie sind etwa 3 Meter hoch. Der Standort der drei 1971–72 geschaffenen Plastiken befand sich ursprünglich auf dem Sachsenplatz, der seit 2002 mit dem Neubau des Museums der bildenden Künste und seit 2017 mit dem vollendeten Museumsquartier Leipzig überbaut ist. Die zwischenzeitlich eingelagerten denkmalgeschützten Pusteblumen fanden 2013 ihren neuen Standort auf dem neu gestalteten Richard-Wagner-Platz vor dem im Volksmund Blechbüchse genannten Gebäude, dessen Aluminiumvorhangfassade ebenfalls ein denkmalgeschütztes Werk Harry Müllers ist.

### Rathausbrunnen

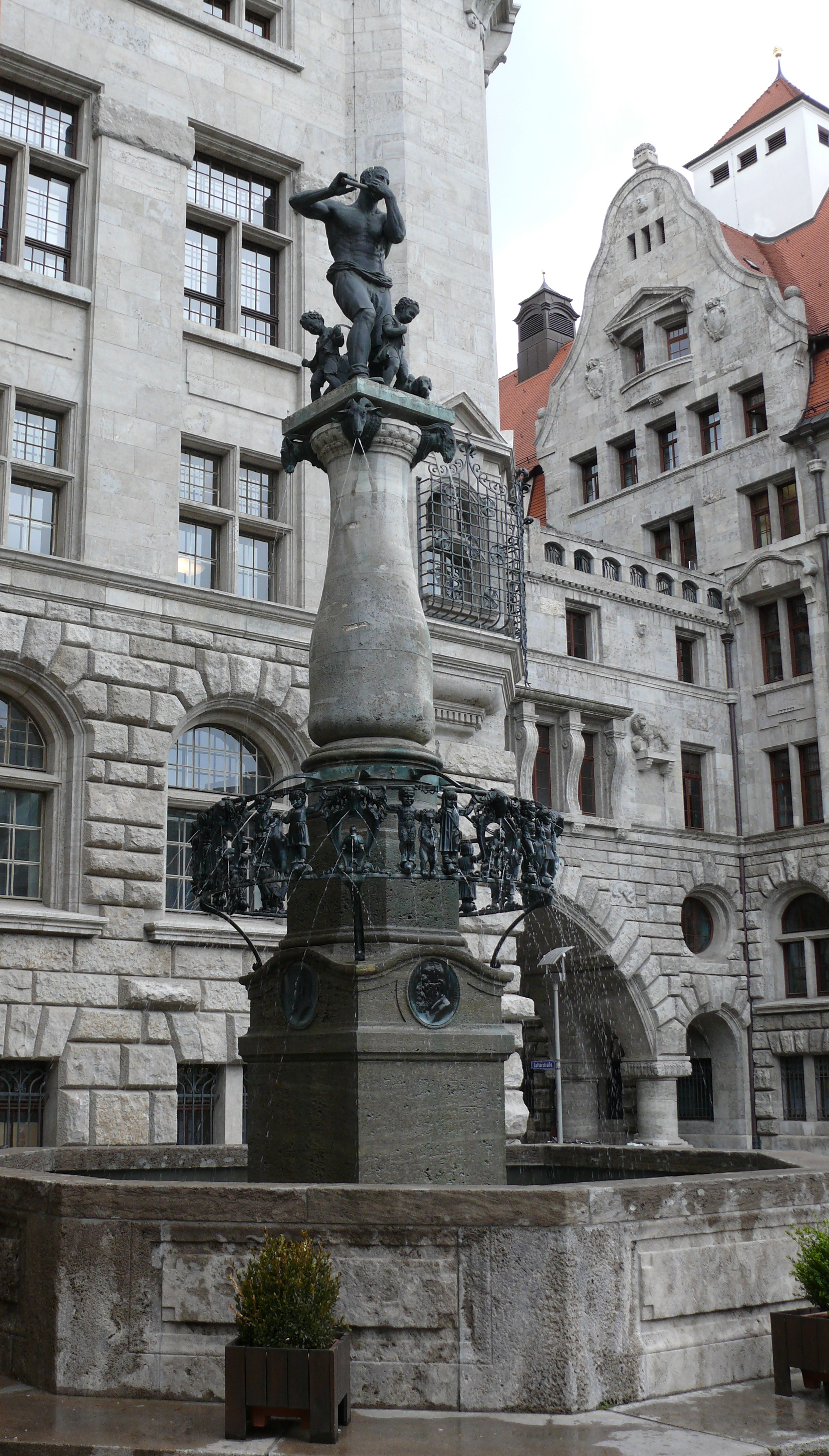
Im Schatten des Neuen Rathauses: Der Rathausbrunnen

Auf dem Burgplatz befindet sich vor dem Eingang zum Ratskeller der Rathausbrunnen, der am 7. Oktober 1908, dem dritten Jahrestag der Einweihung des Neuen Rathauses, übergeben wurde. Seit dem Abschluss der Komplettsanierung 1999 ist der Brunnen nach fünfjähriger Pause wieder in Betrieb.
Der Rathausbrunnen wurde von Leipziger Bürgern finanziert und vom Dresdner Bildhauer Georg Wrba (1872–1939) entworfen. Er besteht aus einem achteckigen Wasserbecken aus Muschelkalkstein, in dessen Mitte sich eine runde Säule befindet. An ihr ist der „Märchenkranz“ angebracht, der mit kleinen Figuren deutscher Märchen besetzt ist. Auf der Säule steht eine Figurengruppe aus Bronze, bestehend aus einem lebensgroßen, Flöte spielenden Jüngling und zwei Jungen, die zu seinen Füßen spielen. Dadurch wird das Märchen vom Rattenfänger von Hameln zum zentralen Motiv des Brunnens, der aus diesem Grund auch „Rattenfängerbrunnen“ genannt wird.
Am Sockel der Säule finden sich Portraitmedaillons der Leipziger Oberbürgermeister Otto Georgi (1831–1918) und Carl Bruno Tröndlin (1835–1908) sowie des Erbauers des Neuen Rathauses Hugo Licht (1841–1923). Eine Bronzetafel an der Rückseite weist auf den Grund der Errichtung des Brunnens hin: „Zur Erinnerung an die Einweihung des Neuen Rathauses am 7. Oktober 1905“.

### Villersbrunnen

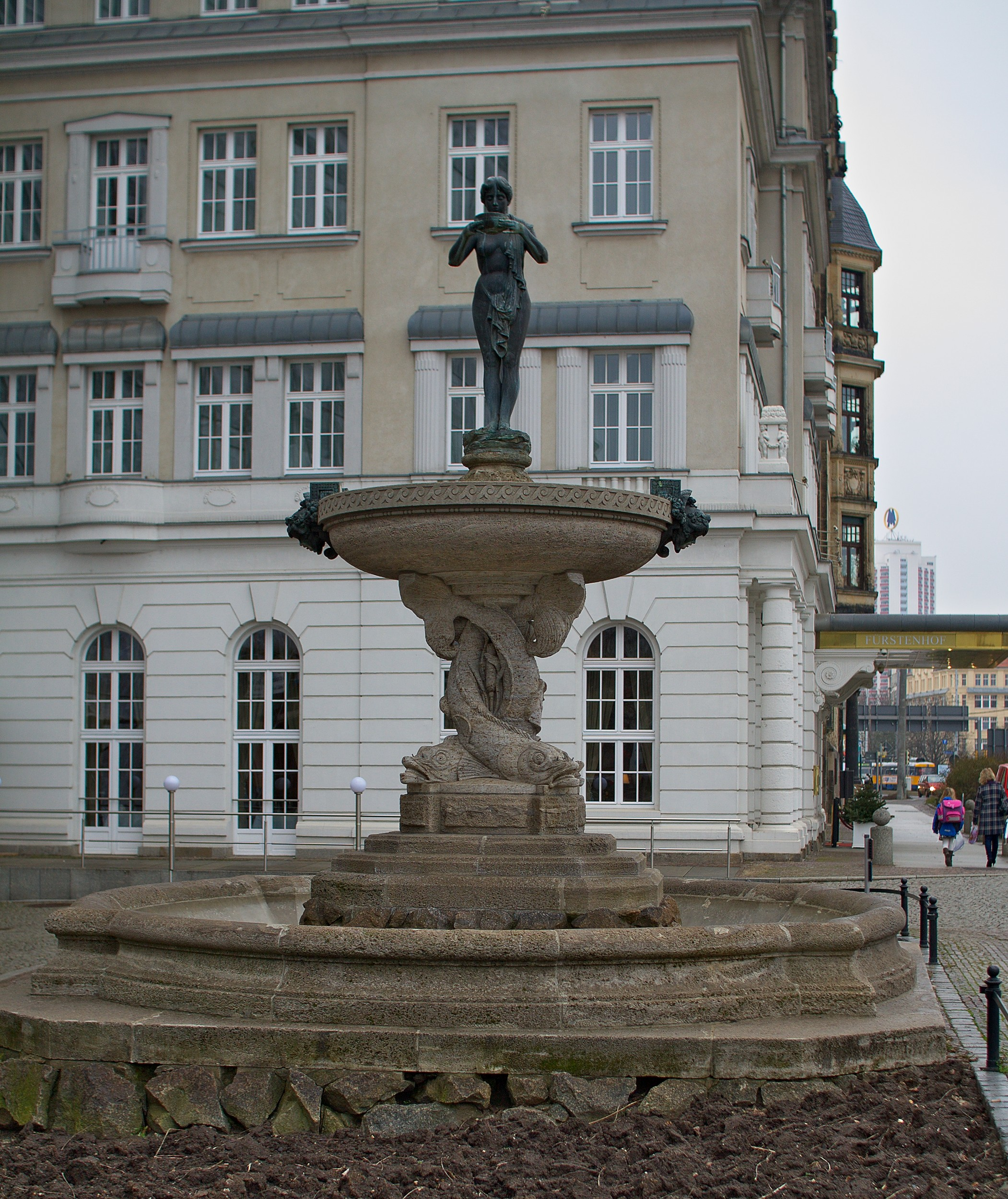
Trink(t)Wasser: Der Villersbrunnen

Der am Tröndlinring gelegene Villersbrunnen wurde 1903 auf Initiative der Leipziger Verlagsbuchhändler Dürr und Geibel unter Leitung des Bildhauers Max Unger errichtet. Helene de Villers war die bereits 1854 nach kurzer Ehe verstorbene Frau Dürrs. Die in hellem Stein gehaltene Anlage ruht auf einem Fundament aus Felsgestein, über dem sich der gegossene Sockel mit einem großen runden Wasserbecken erhebt. Diese Anordnung wiederholt sich an der Mittelsäule des Brunnens. Das obere, kleinere Wasserbecken wird von drei ineinander verschlungenen Fischleibern getragen. Auf ihm steht eine Bronzefigur, die eine trinkende Frauengestalt darstellt. Die Originalfigur wurde 1942 für die Produktion von Rüstungsgütern eingeschmolzen. Erst in den 1950er Jahren erhielt der Brunnen durch eine Nachbildung der Frauenfigur seine ursprüngliche Gestalt zurück. Die von dem Bildhauer Markus Gläser erschaffene Figur wurde 1993 gestohlen und 2003 durch eine detailgetreue Kopie ersetzt.

## Trinkbrunnen
siehe dazu: Liste der Trinkbrunnen in Leipzig